# Jacinto Morano González
Jacinto Morano González (Madrid, 5 de febrer de 1984) és un advocat i polític espanyol.
Llicenciat en Dret i Economia per la Universitat Carles III de Madrid (UC3M), va participar en els processos dels ERO de Radiotelevisió Valenciana (RTVV), com a lletrat de la Confederació General del Treball (CGT), i dels ERO de Telemadrid.
Candidat al número 7 de la llista de Podem per a les eleccions a l'Assemblea de Madrid de 2015, va resultar elegit diputat autonòmic. Ha estat vinculat durant el transcurs de la x legislatura del parlament regional al corrent anticapitalista del grup parlamentari. Designat senador l'Assemblea de Madrid el 7 de febrer de 2019, es va incorporar al seu escó a la Cambra alta el 19 de febrer. El març de 2019 es va anunciar la seva inclusió en la candidatura d'Isabel Serra de cara a les primàries de Podem Comunitat de Madrid, prèvies a les eleccions a l'Assemblea de Madrid de 2019.